# Micropygus bipunctatus
Micropygus bipunctatus är en tvåvingeart som beskrevs av Octave Parent 1933. Micropygus bipunctatus ingår i släktet Micropygus och familjen styltflugor. Inga underarter finns listade i Catalogue of Life.